# SkyGrabber
SkyGrabber est un logiciel, développé en Russie, qui est capable d'intercepter et de télécharger les données satellites non cryptées.

## Utilisation
La mouvance terroriste Al-Qaïda est soupçonnée d'utiliser ce logiciel pour obtenir les données vidéos des drones américain MQ-1.
L'utilisation de ce logiciel, acheté seulement 26 $, par les insurgés irakien est, pour obtenir le même type d'information que les terroristes, prouvée. 